# Dasatinib
Dasatinib, conocido previamente como BMS-354825, es un medicamento para el tratamiento de algunos tipos de cáncer, fabricado por Bristol-Myers Squibb y comercializado con el nombre Sprycel. Es un inhibidor de la tirosina quinasa aprobado para el uso en pacientes con diagnóstico de leucemia mieloide crónica (LMC) como alternativa del imatinib y de leucemia linfoblástica aguda positiva para cromosoma Filadelfia (LLA + Ph'). Se está evaluando para su uso en otros tipos de cáncer incluyendo el cáncer de próstata avanzado. 
El medicamento fue llamado dasatinib en honor al químico Jagabandhu Das, miembro del equipo de Bristol Myers Squibb que trabajo en su largo proceso de descubrimiento y desarrollo.

## Eficacia
En el ensayo clínico de fase I de dosis-escalada publicado en junio de 2006, el dasatinib fue probado en pacientes con intolerancia o resistencia al Imatinib. Se observaron remisiones hematológicas completas en 37 de 40 pacientes con LMC en fase crónica. De estos se observó una respuesta hematológica superior en 31 de 44 pacientes con LMC en fase acelerada, LMC en crisis blástica o LLA + Ph'.

## Mecanismo de acción
El blanco principal del dasatinib, son las tirosina quinasas BCR/ABL, SRC, c-Kit, varias quinasas Eph y otras, pero no tiene efecto sobre el EGFR.

## Duración y beneficio
La respuesta se mantuvo en el 95% de los pacientes en fase crónica de LMC, seguidos en promedio por un tiempo superior a 12 meses. En pacientes con fase acelerada de LMC el 82% permaneció en remisión, con un tiempo promedio de seguimiento de 5 meses. Casi todos los pacientes con LMC en crisis blástica o LLA + Ph' recayeron en 6 meses.

### Genotipos susceptibles
En todos los pacientes con genotipo BCR/ABL, con excepción de los afectados por la mutación T315I, la cual ocasiona resistencia al dasatinib, nilotinib e imatinib in vitro.

## Toxicidad
Los efectos tóxicos más comunes son la neutropenia y la mielosupresión. Quince pacientes (18% de 84) en el estudio mencionado arriba desarrollaron derrame pleural, el cual se consideró un efecto adverso del dasatinib. Algunos de estos pacientes requirieron toracentesis o pleurodesis para tratar esta condición. Otros efectos adversos fueron diarrea leve a moderada, edema periférico y cefalea. Un reducido número de pacientes desarrollo anormalidades en las pruebas de función hepática, las cuales retornaron a niveles normales sin requerir ajuste de la dosis. Se observó también hipocalcemia leve, que no llegaba a ocasionar síntomas significativos.